# 大宮時元
大宮 時元（おおみや ときもと、生年不詳 - 永正17年〈1520年〉）は、戦国時代の官人。初名は頼敏。出雲国人・佐波元連の子。治部卿・大宮長興の養子。官位は正四位下・左大史。

## 経歴
出雲国人・佐波元連の子であったが、大宮官務家の大宮長興の子息である大宮寔包が早世したためか、時元は長興の養子となった。
文明9年（1477年）従五位下に叙爵。文明12年（1480年）大蔵少輔に任ぜられた際、頼敏から時元に改名する。のち、文明18年（1486年）従五位上、延徳3年（1491年）正五位下、明応3年（1494年）正月に正五位上と昇進し、同年12月に養父の長興の後押しを受けて、壬生官務家の壬生雅久に代わって官務となった。
その後は、官務を務めながら、明応5年（1496年）従四位下、永正13年（1516年）正四位下と昇進、明応10年（1501年）には算博士を兼ねる。明応8年（1499年）に養父の長興が没したのちも、壬生家を抑えて20年以上の長きに亘って官務の地位を守った。
永正17年（1520年）卒去。官務の地位は壬生家の壬生于恒が継いだ。

## 官歴
『歴名土代』による。
- 文明9年（1477年） 9月5日：従五位下
- 文明12年（1480年） 3月29日：大蔵少輔、頼敏から時元に改名
- 文明18年（1486年） 4月21日：従五位上
- 延徳3年（1491年） 7月2日：正五位下
- 明応3年（1494年） 正月6日：正五位上。12月：官務
- 明応5年（1496年） 12月30日：従四位下
- 明応10年（1501年） 正月20日：兼算博士
- 永正10年（1513年） 正月8日：従四位上
- 永正13年（1516年） 12月19日：正四位下
- 永正17年（1520年） 日付不詳：卒去

## 系譜
『系図纂要』による。
- 養父：大宮長興
- 父：佐波元連
- 母：不詳
- 生母不詳の子女
  - 男子：大宮伊治（1496-1551）
  - 男子：大宮嗣保